# ポビーとディンガン
ポビーとディンガン（Opal Dream）とは、サファイア・ボイス出演の2005年製作のオーストラリア・イギリス映画。ベン・ライス著『ポビーとディンガン』（Pobby and Dingan）が原作である。
監督のピーター・カッタネオがディナード・ブリティッシュ・フィルム・フェスティバルのゴールデン・ヒッチコック賞に、クリスチャン・ベイヤースがオーストラリアン・フィルム・インスティチュートのヤング・アクターズ・アウォードにそれぞれノミネートされた。

## ストーリー
オパールの採掘地として知られるオーストラリアの田舎町に家族と共に住むケリーアンには、ポビーとディンガンという空想の友達がいた。ある日ケリーアンは、ポビーとディンガンがいなくなったと言って騒ぎ出し、ついには病気になってしまう。ポビーとディンガンの存在を信じてはいないものの、段々と弱っていく妹が心配になった兄のアシュモルは、2人を見つけ出すために町中を奔走する。

## スタッフ・製作
- 原作: ベン・ライス
- 製作: リジー・ガワー、ニック・モリス、エミール・シャーマ
- 監督: ピーター・カッタネオ
- 脚本: フィル・トレイル
- 音楽: クリスチャン・ヘンソン、ダリオ・マリアネッリ

## キャスト
- ケリーアン・ウィリアムソン： サファイア・ボイス
- アシュモル・ウィリアムソン： クリスチャン・ベイヤース
- レックス・ウィリアムソン： ヴィンス・コロシモ
- アニー・ウィリアムソン： ジャクリーン・マッケンジー
- シド： ロバート・モーガン
- ハンフ： ロバート・メンジース